# Rohini (satellite)
Rohini è una serie di quattro satelliti lanciati dall'Agenzia spaziale indiana ISRO. Tutti i satelliti della serie furono lanciati con il razzo vettore nazionale Satellite Launch Vehicle dal centro spaziale Satish Dhawa. I satelliti Rohini pesavano tra i 30 e i 40 kg. Il Rohini 1B, lanciato nel 1980, fu il primo satellite lanciato dall'India con un proprio razzo vettore, ma non il primo satellite indiano in assoluto, perché questo primato spetta al satellite Aryabhata lanciato nel 1975 con un razzo sovietico Kosmos.

## Caratteristiche dei satelliti
- Rohini 1A: fu il primo della serie e venne lanciato il 10 agosto 1979, ma il lancio fallì.
- Rohini 1B: fu lanciato il 18 luglio 1980 e il lancio ebbe successo. Il satellite pesava 35 kg ed era dotato di strumenti per trasmettere dati sul funzionamento del quarto stadio del razzo vettore. Restò in orbita 20 mesi.
- Rohini 2: fu lanciato il 31 maggio 1981; pesava 38 kg ed era dotato di una fotocamera. Fu un successo parziale perché non raggiunse l'altezza stabilita e così rimase in orbita solo per 9 giorni.
- Rohini 3: fu lanciato il 17 aprile 1983; pesava 41 kg ed era dotato di una fotocamera per le riprese nel visibile e nell'infrarosso. Restò in orbita 17 mesi.